# Enluminure éthiopienne

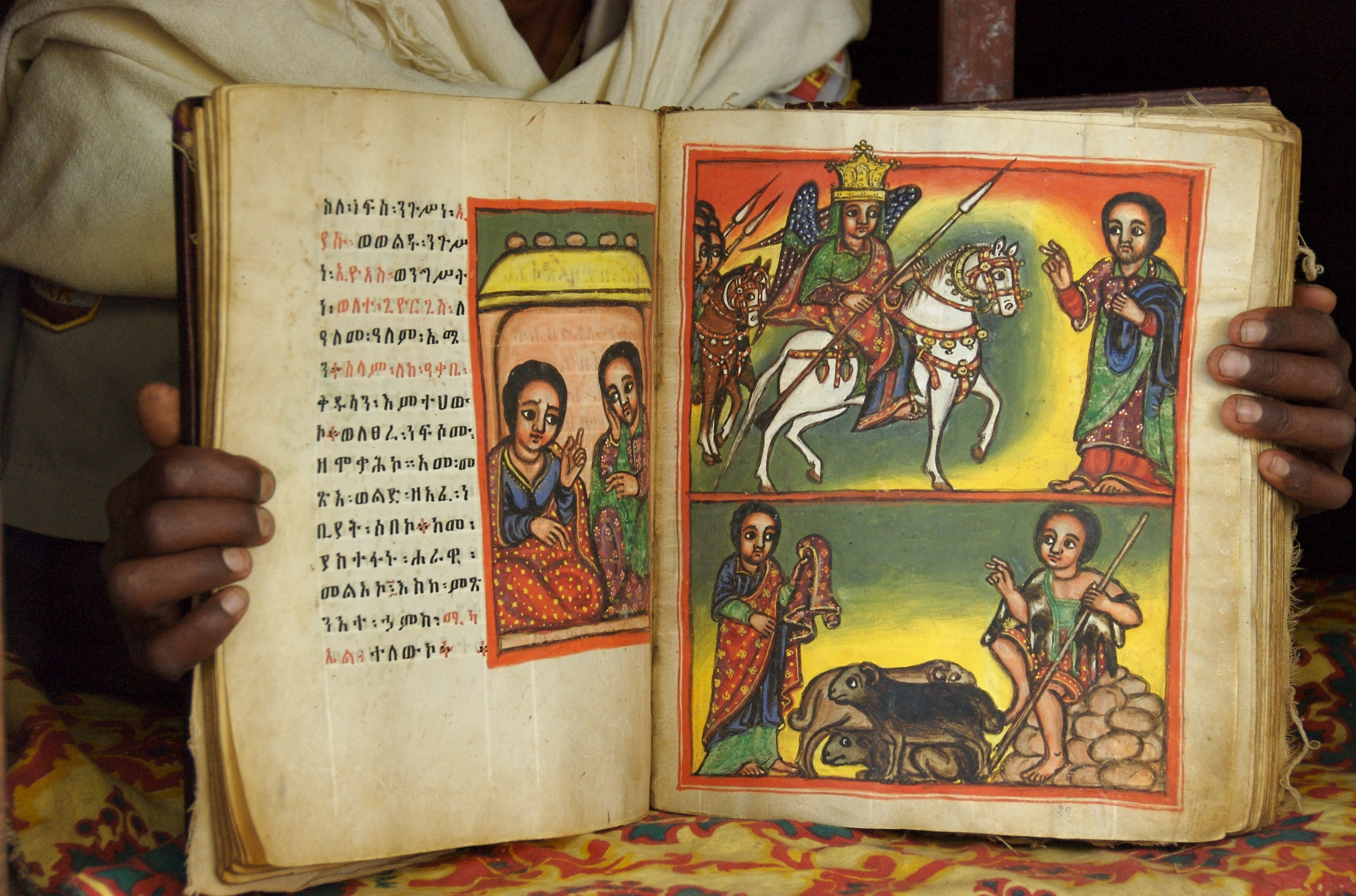
Présentation d'un manuscrit enluminé issu du trésor de l'église de Narga Selassie, dans la région du Lac Tana, en Éthiopie.

L'enluminure éthiopienne désigne l'art de décorer les livres en Éthiopie ainsi que dans les territoires sous son influence au cours de son histoire. Héritière de l'enluminure byzantine et influencée par l'enluminure copte, elle est fortement marquée par le christianisme orthodoxe éthiopien, décorant essentiellement des livres religieux. Très peu d'œuvres sont antérieures aux XIIe et XIIIe siècles, qui marquent une période faste pour cet art qui développe des caractères originaux jusqu'au XVIIIe siècle. Cet art, caractérisé par des formes géométriques et des contrastes de couleurs, est marqué par des influences étrangères diverses tout au long de son histoire.

## Aux origines de la christianisation

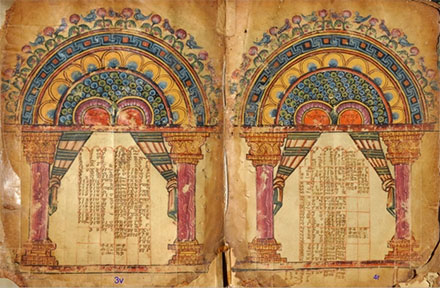
Double page des évangéliaires de Garima,.

La christianisation du pays, dirigé alors par l'empire aksoumite remonte sans doute au IVe siècle par le biais de l'Égypte copte, de la Syrie et de la Palestine, les communications avec ces pays étant facilitées par la proximité de la mer Rouge. Si quelques monuments de cette époque subsistent, et notamment des églises creusées dans le roc, très peu de manuscrits ont survécu. Parmi les rares œuvres de cette période, les évangéliaires de Garima, pendant longtemps datés des Xe et XIe siècles sur des critères stylistiques, ont été replacés aux VIe et VIIe siècles à l'aide d'une datation au Carbone 14 en 2000. Leur décoration se rapproche en effet de celle que l'on retrouve dans des manuscrits byzantins et syriaques comme les évangiles de Rabula, datés de 586. Cependant, à partir du VIIIe siècle, l'Éthiopie perd son accès à la mer et se replie petit à petit sur lui-même.

## Les miniatures de la période salomonide
Après une période de trouble, le royaume retrouve le calme et l'unité tout d'abord sous la dynastie des Zagwés puis celle des salomoniens arrivés au pouvoir à partir de 1270. Si aucun manuscrit n'est conservé de cette première dynastie, ils abondent à partir de la deuxième. Le pays connait ainsi une renaissance religieuse et intellectuelle. Les monastères copient les évangiles, mais aussi diffusent de nouveaux textes comme les Actes des martyrs puis les Miracles de Marie que fait traduire le roi Dawit. À partir de la fin du XIVe siècle, alors que les livres étaient jusque-là surtout décorés de reliures en métal, apparaissent les premières enluminures, faites d'entrelacs et de portraits de personnages. Les psautiers, avec les évangiles et des récits de miracles de saints, sont les ouvrages enluminés les plus répandus. Deux courants picturaux se concurrencent à cette époque : d'un côté, un courant traditionnel, issu des monastères, de l'autre, ceux produits au sein de la cour et des grandes monastères royaux, qui sont influencés par l'art européen qui commence à pénétrer la région à partir du début du XVe siècle. 

## L'Art stéphanite

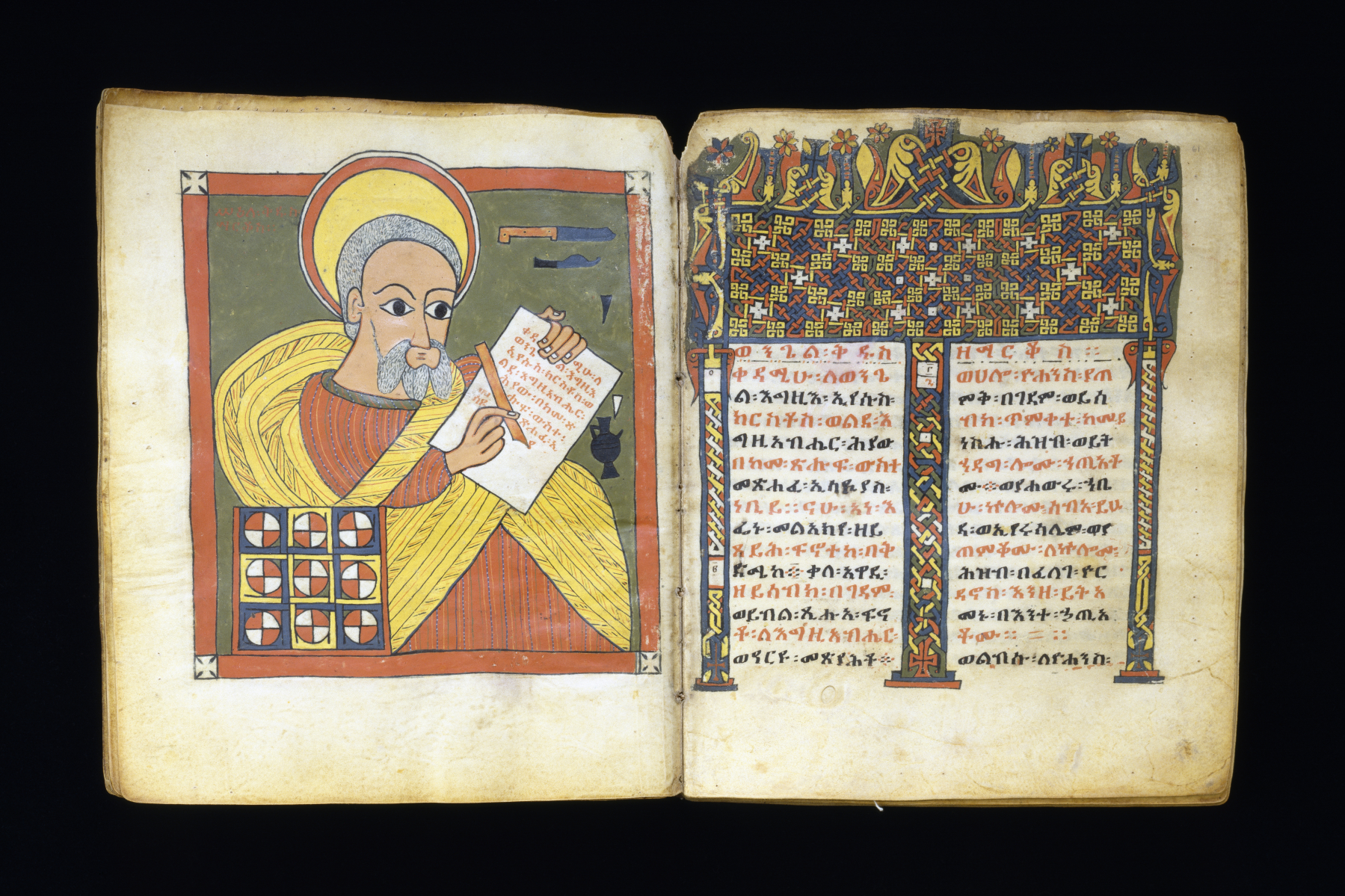
Évangéliaire de Gunda Gundi du Walters Art Museum.

Le mouvement stéphanite nait au début du XVe siècle du refus de la part de certains moines de reconnaître le caractère sacré du pouvoir royal, incarné à l'époque par le roi Zara Yaqob. Ils lui reprochent aussi sa dévotion envers Marie, et son adoption du Sabbat. Ils prônent au contraire le retour aux règles apostoliques strictes, à l'ascèse et au travail manuel. Ce mouvement spirituel est à l'origine d'un mouvement artistique, mené par son leader, nommé Ezra. Formé en Égypte et à Jérusalem, il développe son art sur différents supports au sein de son Monastère de Gunda Gundi (en). Sa renommée est telle qu'il est reconnu par le pouvoir royal lui-même, le roi Naod le faisant venir à sa cour, contribuant à implanter ce courant dans tout le pays, même si les persécutions se poursuivent par la suite. Le style de l'art stéphanite se caractérise par des personnages aux corps géométriques, aux visages constitués de grands yeux et de mentons étroits, avec des vêtements décorés de zigzags ou au contraire de grandes courbes reproduisant les formes du corps, le tout entouré d'une libre spatialisation des décors. Les textes ainsi que les canons de concordances, sont régulièrement décorés d'entrelacs tracés au compas.

## L'enluminure à l'époque gondarienne

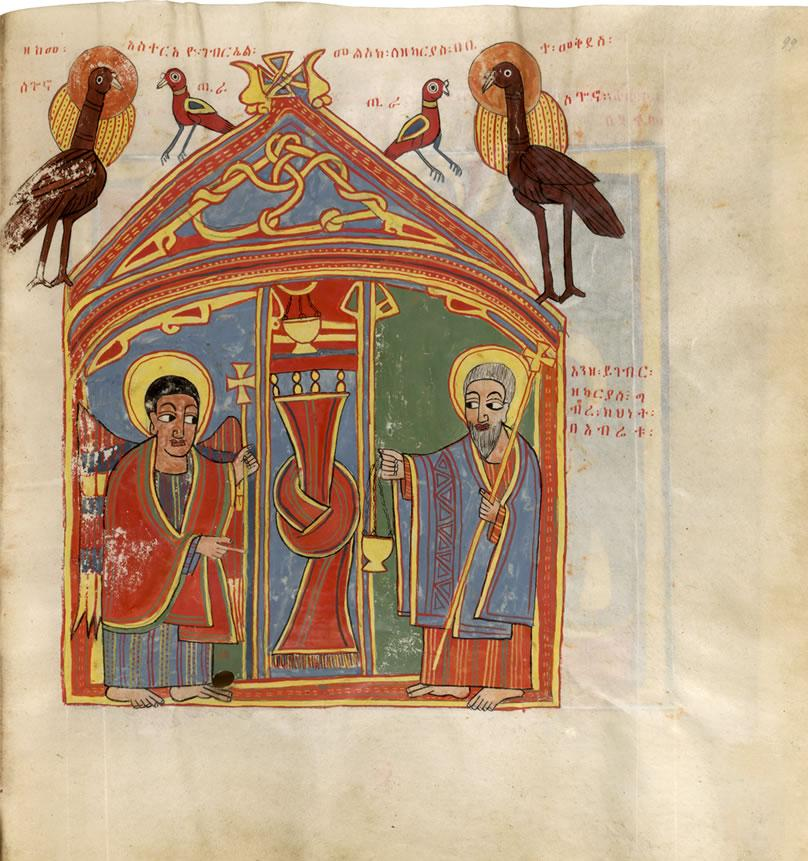
L'annonce à Zacharie, BL Add.59874, vers 1700.

Presque aucun manuscrit enluminé n'est conservé pour la période allant du début du XVIe au début du XVIIe siècle. Une influence occidentale se fait sentir dès le XVe siècle avec l'arrivée de quelques artistes italiens. Elle est encore plus marquée au XVIIe siècle avec l'utilisation de modèles issus d'estampes européennes, introduites dans le pays par les Jésuites notamment Cette influence se retrouvent dans de nombreux manuscrits des Miracles de Marie peints à cette époque, même si leur style reste fondamentalement autochtone. Les premiers fonds blancs apparaissent alors qu'au contraire les bandeaux de couleurs autour des textes disparaissent et la taille des pages augmentent.
Au début du XVIIIe siècle, un nouveau style apparait, cette fois-ci démontrant une nouvelle influence. Alors que le pays s'est détourné de l'Europe, à la suite de l'expulsion des missionnaires, il subsiste des liens avec les Chrétiens d'Orient et le pays s'ouvre à des échanges commerciaux avec la Perse et l'Inde. Ces régions du monde procurent sans doute quelques modèles qui sont rapidement assimilés en Éthiopie. Les fonds de couleurs font leur retour, mais cette fois-ci en dégradés. Les visages et vêtements des personnages font preuve d'un plus grand réalisme. La période correspond aussi à l'apparition de nouvelles iconographies, sans doute aidée là encore par l'introduction de quelques rares estampes européennes. Plusieurs ouvrages, toujours religieux, multiplient les images avec parfois plus d'une centaine de miniatures par volume. Parmi les plus beaux ouvrage de cette période, se trouve le manuscrit Orient 603 des Légendes de Marie de la British Library, qui contient 259 illustrations, commandé sans doute par le roi Bacaffa en mémoire de son père Iyasou Ier vers 1721-1725. 